# Clara Camargo
Clara Camargo (São Paulo, 22 de maio de 1983) é uma atriz, dançarina, bailarina, cantora, professora, apresentadora e craft designer.

## Carreira
Aos 14 anos iniciou seus estudos em Teatro Musical no grupo TeenBroadway, onde atualmente é professora. No ballet clássico teve mestres como Halina Biernacka e Sérgio Bruno; no jazz, Maiza Tempesta; no canto, o Maestro Marconi Araújo e Rafael Villar.
Formada em Comunicação Social, Rádio e Televisão, pela Fundação Armando Álvares Penteado (Faap), em 2006. É também modelo de mãos.

## Filmografia
| Televisão | Televisão    | Televisão   | Televisão |
| Ano       | Título       | Canal       |           |
| --------- | ------------ | ----------- | --------- |
| 2010      | Tudo Simples | Bem Simples |           |

| Peças & musicais | Peças & musicais                                    | Peças & musicais                            | Peças & musicais |
| Ano              | Peça                                                | Personagem                                  |                  |
| ---------------- | --------------------------------------------------- | ------------------------------------------- | ---------------- |
| 2006             | Avoar                                               | Ensemble                                    |                  |
| 2007             | Peter Pan - Todos Podemos Voar                      | Ensemble/Tigrinha (Cover)                   |                  |
| 2007             | A Sessão da Tarde                                   | Ensemble                                    |                  |
| 2008             | Aida                                                | Ensemble e Cover de Amneris                 |                  |
| 2008             | High School Musical - A Seleção                     | Bailarina                                   |                  |
| 2009             | A Gaiola das Loucas                                 | Bitelle/Madame Dindon e Sra. Renaud (Cover) |                  |
| 2011             | Se Essa Rua Fosse Minha - o amor nos anos do chumbo | Estela/Vera/Madalena                        |                  |
| 2011             | Cabaret                                             | Frenchie/Texas                              |                  |
| 2013             | Shrek: O Musical                                    | Swing/Dance Captain                         |                  |
| 2014             | Nas Alturas                                         | Swing                                       |                  |
| 2014             | Brincando na Neve                                   | Swing                                       |                  |

| 2015 | Amor em Sampa |